# Розвадувка-Фольварк
Розвадувка-Фольварк (пол. Rozwadówka-Folwark) — село в Польщі, у гміні Соснувка Більського повіту Люблінського воєводства.
Населення — 94 особи (2011).
У 1975-1998 роках село належало до Білопідляського воєводства.

## Демографія
Демографічна структура станом на 31 березня 2011 року:
|          | Загалом | Допрацездатний вік | Працездатний вік | Постпрацездатний вік |
| -------- | ------- | ------------------ | ---------------- | -------------------- |
| Чоловіки | 46      | 6                  | 29               | 11                   |
| Жінки    | 48      | 8                  | 22               | 18                   |
| Разом    | 94      | 14                 | 51               | 29                   |